# Parafia Wszystkich Świętych w Biechowie
Parafia Wszystkich Świętych w Biechowie — parafia rzymskokatolicka, znajdująca się w diecezji kieleckiej, w dekanacie stopnickim.